# Ein Bär mit Namen Paddington

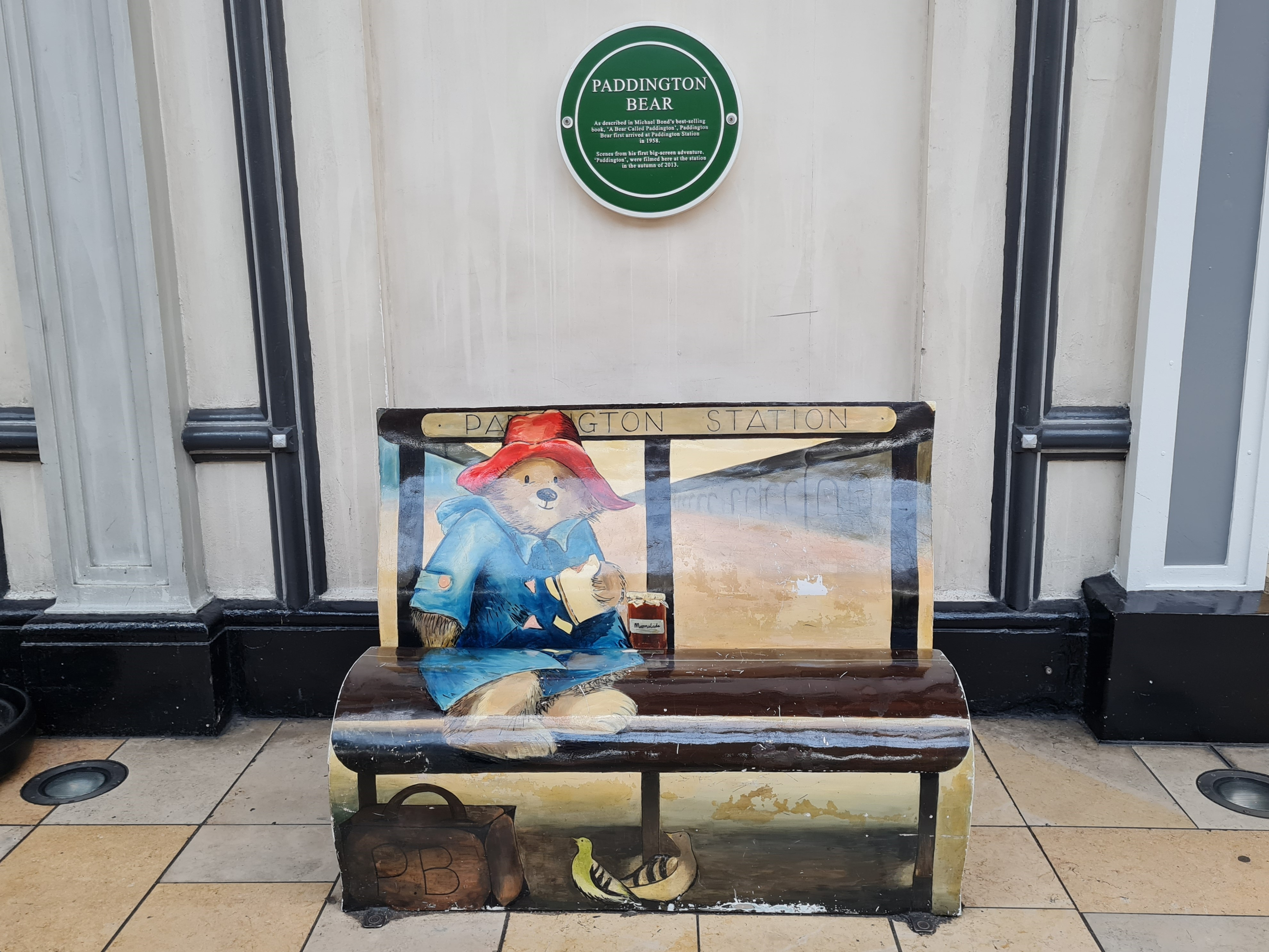
Sitzbank mit dem aufgemalten Paddington an Gleis 1 der Paddington Railway Station in London

Ein Bär mit Namen Paddington (englischer Originaltitel A Bear Called Paddington) ist das erste Buch der Paddington-Buch-Reihe des englischen Autors Michael Bond, das 1958 mit Zeichnungen der Illustratorin Peggy Fortnum beim Verlag William Collins veröffentlicht wurde. Die deutsche Übersetzung von Brigitte von Mechow erschien 1963 unter dem Titel Paddy, unser kleiner Bär beim Herold-Verlag, ab der Ausgabe 1968 bei Benziger lautete der Titel Paddington, unser kleiner Bär. 1995 veröffentlichte der Hanser Verlag eine Neuübersetzung von Monika Osberghaus unter dem Titel Ein Bär mit Namen Paddington. Das Buch handelt von Paddington Bär, einem sprechenden Brillenbären aus dem ‚Dunkelsten Peru‘, dessen Abenteuer Bond in mehr als zwanzig weiteren Bänden fortgesetzt hat

## Inhalt
Mr. und Mrs. Brown wollen am Londoner Bahnhof Paddington ihre Tochter Judy abholen, als Mr. Brown im Getümmel einen Bären entdeckt, der ein Schild um seinen Hals trägt. Der kleine Bär hat einen eigenartigen Schlapphut auf, den er lüftet, als sich ihm Mr. und Mrs. Brown nähern. Zur großen Überraschung der Browns kann der Bär sprechen. Er erklärt ihnen, dass er aus dem ‚Dunkelsten Peru‘ stamme. Dort habe er bei seiner Tante Lucy gelebt, bis diese in ein ‚Heim für pensionierte Bären‘ nach Lima gezogen sei. Seine Tante habe immer gemeint, er solle emigrieren, sobald er groß wäre, und habe ihm deshalb Englisch beigebracht. Als blinder Passagier in einem Rettungsboot eines großen Dampfers sei er von Südamerika nach London gekommen, so der Bär, der sich auf der Überfahrt lediglich von einem Glas Orangenmarmelade ernährt habe. Da auf seinem Schild ‚Bitte kümmern Sie sich um diesen Bären. Danke!‘ steht, beschließen die Browns, ihn in ihre Familie aufzunehmen. Da der Bär nur einen schwer auszusprechenden peruanischen Namen hat, geben ihm die Browns einen englischen Namen und nennen ihn nach dem Namen des Bahnhofs Paddington. Judy ist hellauf begeistert, als sie erfährt, dass der kleine Bär ab sofort bei ihnen wohnen wird und schließt diesen sofort in ihr Herz. Wie sich herausstellt, ist Paddington zwar einerseits ein sehr höflicher und intelligenter, doch andererseits auch ein sehr tollpatschiger Bär. Im Bahnhofsbuffet bekleckert er sich rundum mit Schlagobers und Erdbeermarmelade und der Taxifahrer, der die Browns zu ihrem Haus in Windsor Gardens fährt, hätte gerne auf die Bekanntschaft von Paddingtons klebrigen Pfoten verzichtet.
Zu Hause angelangt, lernt Paddington die Haushälterin Mrs. Bird und Judys Bruder Jonathan kennen. Dem neuen Bewohner wird von Judy ihr ehemaliges Kinderzimmer zugewiesen. Paddingtons Koffer enthält nur wenige Dinge: Das Glas mit dem letzten Rest Orangenmarmelade, ein Notizbuch, ein paar peruanische Münzen und ein Foto von seiner Tante Lucy. Nach dem Auspacken fordert Judy Paddington auf, ein Bad zu nehmen. Doch bevor Paddington, der von seiner Tante einiges geografisches Wissen erworben hat, in die Badewanne steigt, malt er mit Mr. Browns Rasierschaum eine Landkarte von Südamerika und seinem Weg nach Europa auf den Boden des Badezimmers. Darunter schreibt er noch ‚Paddingtun‘. Inzwischen ist die Badewanne voll und das Wasser läuft bereits über. Als Paddington hineinspringt, stellt er fest, dass diese tiefer als geglaubt ist und er es nicht mehr hinausschafft. Statt einfach den Stöpsel zu ziehen, schöpft er mit seinem Hut verzweifelt Wasser aus der Wanne und ruft um Hilfe. Schon bald bildet sich auf der Decke unterhalb des Badezimmers ein nasser Fleck und erste Tropfen fallen auf den Zeitung lesenden Mr. Brown. Judy und Jonathan ahnen das Malheur und retten den kleinen Bären. Wenigstens ist Paddington durch das Erlebnis in der Badewanne so sauber, dass er fast nicht wiederzuerkennen ist. Nach einem Abendmahl mit Buttertoast wird Paddington ersucht, von seinem früheren Leben zu erzählen. Doch schon nach den ersten Sätzen ist der kleine Bär, ermüdet von all den Ereignissen des Tages, in seinem Polstersessel eingeschlafen.
Am nächsten Tag wird Paddington von Mrs. Bird ein üppiges Frühstück ans Bett gebracht. Sie ersucht ihn, sich zu beeilen, denn Mrs. Brown und Judy würden schon bald mit ihm einkaufen gehen. Paddington macht sich mit Heißhunger über das Frühstück her. Als Judy ihn abholen kommt, ist sein Gesicht über und über mit Eiern, Marmelade und Brotkrümeln bedeckt. Weil auf seinem Teller noch ein großes Stück Speck übrig ist, beschließt er, dieses in seinem Koffer mitzunehmen. Auf dem Weg zur U-Bahn taucht der erste Hund auf, der offenbar von dem Geruch aus Paddingtons Koffer angelockt wird. Als sie in der U-Bahn-Station angelangt sind, folgen ihnen bereits sechs Hunde. Es folgt Paddingtons erste Fahrt mit der Rolltreppe. Da gerade Rushhour ist, herrscht ein großes Gedränge und der kleine Bär wird von Mrs. Brown und Judy getrennt. Er folgt einem Schild, das die Richtung zum Bahnhof Paddington angibt. Mit einer Rolltreppe fährt er wieder nach oben, wo er von einem Kontrolleur angehalten und von einem Inspektor gemaßregelt wird, der ihn darauf hinweist, dass Rolltreppen nicht zum Vergnügen gedacht seien. Paddington entschuldigt sich, fährt wieder nach unten und trifft dort auf halbem Weg Mrs. Brown und Judy, die soeben nach oben fahren. Paddington versucht daraufhin, entgegen die Fahrtrichtung nach oben zu laufen, bringt dadurch jedoch einen dicken Mann zum Stolpern und gemeinsam purzeln die beiden nach unten. Dort entdeckt Paddington den Stopp-Knopf für Notfälle, drückt diesen und verursacht dadurch erst recht ein Tohuwabohu. Da Paddington keine Person ist, die gegen mehrere Regeln verstoßen hat, sondern ein Bär, können Mrs. Brown und Judy den Inspektor dazu bringen, von einer Strafe abzusehen. Und außerdem muss sich dieser ohnehin um ein paar Hunde kümmern, die aus unerfindlichen Gründen in der Station herumtollen.
Endlich im Kaufhaus Barkridges angekommen, machen sich Mrs. Brown und Judy auf die Suche nach einem neuen Hut und Mantel für Paddington. Dort werden sie von einem hochnäsigen Verkäufer bedient. Paddington würdigt ihn eines sehr strengen Blicks, den er für derlei Situationen von seiner Tante Lucy gelernt hat. Sie entscheiden sich für einen blauen Dufflecoat und eine grüne Wollmütze. Die Fahrt mit dem Lift bekommt Paddington nicht sonderlich, sodass ihn Mrs. Brown auffordert, sich ein wenig auszuruhen, derweil sie sich auf die Suche nach Judy macht. In seiner tollpatschigen Art und Weise schafft es Paddington, in einem Schaufenster zu landen, die Dekoration durcheinander zu bringen und letztlich zur größten Attraktion des Publikums auf der Straße zu werden. Als ihn Mrs. Brown, Judy und der Kaufhausdetektiv schließlich finden, rechnet Paddington damit, großen Ärger zu bekommen. Doch zu seiner Überraschung wird er vom Manager des Einkaufszentrums zu seiner tollen Performance beglückwünscht. Als Belohnung für seine grandiose Performance im Schaufenster erhält Paddington ein riesengroßes Glas Orangenmarmelade.
Paddington lebt nun bereits seit einiger Zeit bei den Browns und versucht sich nützlich zu machen. Er entwickelt sich zu einem äußerst geschickten Einkäufer auf dem nahegelegenen Markt und erhält dafür viel Lob von Mrs. Bird. Auf dem Weg zum Markt gibt es für Paddington jede Menge Schaufenster zu bestaunen, doch am meisten gefällt ihm jenes von Mr. Gruber, einem Antiquitätenhändler, mit dem er sich anfreundet. Dieser zeigt ihm eines Tages ein Bild, auf dem einerseits ein Schiff und andererseits das Bildnis einer Frau zu sehen ist. Mr. Gruber erklärt Paddington, dass beim Reinigen des Bildes unter dem Schiff das Bild der Frau zum Vorschein gekommen sei und er sich sicher sei, dass es sich dabei um das übermalte Kunstwerk eines berühmten Künstlers handle. Das bringt Paddington auf die Idee, eines der Bilder im Hause Brown mit Farbentferner zu behandeln. Doch zu seinem Leidwesen kommen dabei nur weiße Leinwand-Flecken zum Vorschein. Daraufhin versucht er, das Bild mit Pinsel und Farbe wiederherzustellen, wobei allerdings lediglich eine wilde Farbkleckserei entsteht. Er wickelt das noch nasse Bild in einen Leinensack und beschließt, es ein anderes Mal nochmals zu probieren. Wie sich am nächsten Tag herausstellt, handelte es sich bei dem Bild um eines, an dem Mr. Brown lange Zeit gemalt hatte und das an diesem Tag bei einer Kunsthandwerksmesse an einem Wettbewerb teilnehmen sollte. Und sehr zur Verblüffung von Mr. Brown, der sein Bild nicht wiedererkennt, gewinnt dieses den ersten Preis. Er ahnt allerdings, wer hinter dieser mysteriösen Verwandlung steckt und spendet – zur Überraschung des Publikums – das Preisgeld an ein Heim für pensionierte Bären in Südamerika.
Eines Abends darf Paddington die Browns zu einer Premiere eines Theaterstücks begleiten, in dem der berühmte Schauspieler Sir Sealey Bloom die Hauptrolle spielt. Als sie in der Theaterloge sitzen, zieht Paddington seinen Dufflecoat aus. Dabei fällt sein Marmelade-Sandwich über die Brüstung und genau auf den Kopf eines Mannes. Dies sorgt für einigen Aufruhr in den unteren Rängen, doch glücklicherweise beginnt kurz darauf das Stück. Als Judy Paddington erklärt, dass er die Operngläser nicht behalten dürfe, für die er 20 Pence ausgegeben hat, entfährt dem Bären ein lauter Schreckensruf, der Sir Sealey Bloom in seinem Text durcheinanderbringt. Und der Schauspielstar hat ohnehin ein ungutes Gefühl bei seinem heutigen Auftritt: Er muss einen Schurken spielen, obwohl er viel lieber der glorreiche Held wäre, dann ist auch noch kurzfristig der Souffleur ausgefallen und es konnte kein Ersatz gefunden werden, und schließlich gab es offenbar vor Beginn des Stücks auch noch einen Tumult im Publikum wegen eines Marmeladenbrotes! Entsprechend kämpft der Schauspieler anfangs immer wieder mit seinem Text. Paddington gefällt der Hauptdarsteller nicht nur deswegen ganz und gar nicht, spielt dieser doch einen hartherzigen Vater, der seine Tochter ohne einen Cent vor die Tür setzt. Entsprechend aufgebracht verlässt Paddington nach dem Ende des ersten Aktes die Loge und sucht die Garderobe von Sir Bloom auf, um diesen dort zur Rede zu stellen und die in dem Bühnenstück verschmähte Tochter zu retten. Die Schauspielerin, die Sir Blooms Tochter spielt, findet es großartig, dass Paddington die Handlung so zu Herzen gegangen ist und klärt ihn auf, dass alles nur ein Schauspiel war. Daraufhin wird Paddington ein überraschendes Angebot gemacht: Er soll als Souffleur einspringen, was Paddington sehr gerne annimmt. Ab diesem Zeitpunkt brilliert Sir Sealey Bloom auf der Bühne und elektrisiert das Publikum. Beim überwältigenden Applaus am Ende des Stücks möchte der berühmte Schauspieler Paddington aus seinem Souffleurkasten hochheben und den Zuschauern präsentieren, doch irgendwie steckt Paddington dort fest und nur mit Hilfe von viel Butter und eines Feuerwehrmannes gelingt es schließlich, ihn von dort zu befreien. Die Presse ist von Paddingtons kurzfristiger Aushilfe jedenfalls sehr angetan und der kleine Bär schneidet ein paar Tage später stolz einen Artikel aus der Zeitung aus, in dem er als Retter in der Not bezeichnet wird.
An einem sonnigen Tag schlägt Mr. Brown vor, ans Meer zu fahren. Alle sind begeistert und Mrs. Brown kündigt Paddington an, ihm Sandspielsachen zu kaufen, damit er eine Sandburg bauen könne. Der kleine Bär ist aufgeregt, ist es doch sein erster Strandausflug. Zufällig findet an diesem Tag ein Wettbewerb statt, bei dem die größte Sandburg ausgezeichnet wird. Nach dem Mittagessen machen sich Judy, Jonathan und Paddington an die Arbeit. Der kleine Bär sucht sich ziemlich weit draußen ein abgeschottetes Plätzchen für seine Sandburg und baut tatsächlich eine stattliche Burg samt Wehrmauern und Zugbrücke. Doch die Anstrengung hat ihn so ermüdet, dass er sich in seinem Bauwerk hinlegen muss und schon bald fest eingeschlafen ist. Mehrere Stunden später machen sich die Browns große Sorgen um Paddington, denn zum einen kann er nicht besonders gut schwimmen und zum anderen hat mittlerweile die Flut eingesetzt. Plötzlich bildet sich am Pier eine größere Menschenmenge und es geht das Gerücht um, dass jemand in einem Floß angekommen sei, der den Atlantik überquert und dabei hundert Tage ohne Wasser und Nahrung überlebt habe. Als die Browns dort einlangen, erzählt Paddington Reportern gerade, wie er in seinem Kübel und mit dem Sandschaufelchen als Paddel eine weite Reise hinter sich gebracht hätte. Mr. Brown beendet das Spektakel und klärt Paddington leicht verärgert auf, dass er nicht tagelang, sondern gerade einmal einen Nachmittag und lediglich in der Nähe des Strandes, unterwegs gewesen sei.
Paddington lebt mittlerweile seit zwei Monaten bei den Browns und Mrs. Birds schlägt vor, für den Bären eine Geburtstagsparty zu veranstalten. Genauso wie sich Paddington über diese Idee freut, ist auch Mr. Gruber erfreut über Paddingtons Einladung zu seiner Feier. Von Mr. und Mrs. Brown bekommt er einen Zauberkasten geschenkt und Mrs. Bird fabriziert eine wunderbare, große Geburtstagstorte – ganz nach Paddingtons Geschmack mit viel Schlagobers und Marmelade. Alle sind mit den Geburtstagsvorbereitungen beschäftigt, nur Paddington weiß nicht so recht, wie er die Zeit bis zur Feier überbrücken soll. Da rät ihm Mrs. Brown, ein paar Kunststücke aus seinem Zauberkasten zu üben, um sie bei der Party vorzuführen. Paddington studiert daraufhin die Anleitung des Zauberkastens, der auch eine magische Schachtel enthält, mit der man Dinge verschwinden lassen kann. Zu seiner Verblüffung verschwindet ein Glas Marmelade, als er den Zauberstab schwingt und Abrakadabra ruft. Zu seinem Leidwesen enthält die Anleitung jedoch keinen Hinweis, wie man das Glas wieder zurückzaubert. Endlich ist es am Nachmittag soweit und die Party beginnt. Obwohl gar nicht eingeladen findet sich unter den Gästen auch der nicht gerade beliebte Nachbar Mr. Curry, der gern seine Nase in Dinge steckt, die ihn eigentlich nichts angehen und sich andauernd über alles Mögliche beschwert, in der Vergangenheit nicht selten auch über Paddington. Nachdem die Torte gegessen ist, kommt schließlich Paddingtons großer Auftritt. Für seinen ersten Trick benötigt der Bär ein Ei, das er mit einem Tuch bedeckt. Zu aller Verblüffung ist das Ei tatsächlich verschwunden, als er das Tuch entfernt. Als er dieses aus einem Geheimfach der magischen Schachtel zurückholen möchte, ergreift er dort stattdessen das Marmeladenglas, das beim Einstudieren der Zaubertricks verschwunden gegangen war. Sogar Mr. Curry ist begeistert von diesem Kunststück. Daraufhin führt Paddington den Verschwinden-Trick vor, den er allerdings aus Mangel an Zeit vorher noch nie ausprobiert hat. Irgendwie schafft es Paddington, in der magischen Schachtel zu verschwinden, doch er taucht auch nach längerer Zeit nicht wieder auf und muss vom Publikum aus der Schachtel befreit werden. Für seinen nächsten Zaubertrick benötigt er eine Armbanduhr. Ausgerechnet Mr. Curry erklärt sich bereit, diese zur Verfügung zu stellen. Nicht ahnend, dass er für diesen Trick eine idente zweite Uhr benötigt, bleiben von Mr. Currys Uhr lediglich ein paar Trümmer über, und als sich dieser sehr verärgert auch noch auf das Ei setzt, das Paddington zuvor verschwinden hat lassen, verlässt Mr. Curry wutentbrannt die Party. Der Rest des Publikums ist zwar froh über Mr. Currys Abgang, doch wird Paddington gebeten, zu weniger gefährlichen Kartentricks überzugehen. Mr. Gruber meldet sich dafür als Freiwilliger und täuscht schließlich einen sensationellen Trick von Paddington vor, indem er aus seinem eigenen Ohr einen goldenen Sovereign – sein Geburtstagsgeschenk an Paddington – zieht. Da es bereits spät geworden ist, macht das Publikum nun seinerseits den Verschwinden-Trick und alle verlassen ein wunderbar gelungenes Geburtstagsfest.

## Entstehung
In einem Interview erzählte Bond, dass Paddington auf einen Teddybären in einem Spielzeuggeschäft zurückgehe, der dort kurz vor Weihnachten alleine auf einem Regal gestanden sei und bei dem der Autor sofort das Gefühl gehabt habe, mit ihm sprechen zu können. Einige der Eigenschaften von Paddington gehen auf Michael Bonds Vater Norman Bond zurück, der beispielsweise immer einen Hut trug, um diesen zur Begrüßung einer bekannten Person lüften zu können. Und das Schild, das Paddington am Bahnhof um seinen Hals trägt, geht auf Kriegsflüchtlinge im Zweiten Weltkrieg zurück, die nach England gekommen waren, alles was ihnen geblieben war, bei sich trugen und ähnliche Schilder um ihren Hals hatten. Bond benötigte für das Schreiben von Ein Bär mit Namen Paddington lediglich zehn Tage. Der Erfolg des Buchs ermöglichte es ihm, seinen bisherigen Job an den Nagel zu hängen und sich nur noch aufs Schreiben zu konzentrieren.

## Rezeption
Victoria Neumark schreibt in ihrer Buchrezension: „Vielleicht ist Paddington deswegen so beliebt, weil er einem menschlichen Kleinkind so ähnlich ist. Er richtet jede Menge Unordnung an, aber wer könnte einem so süßen Bären böse sein?“ In der Continuum Encyclopedia of Children’s Literature schreibt Bert Crossland: „Einer der Hauptgründe für den Erfolg von Paddington ist Bonds meisterhafte Fähigkeit, Paddington in alltägliche menschliche Situationen zu versetzen, die von Kindern leicht verstanden werden und dennoch Paddingtons tierische Eigenschaften beibehalten. Diese Formel führt zu unterhaltsamen Geschichten für junge Leser.“

## Referenzen
Ein Bär mit Namen Paddington ist in dem literarischen Nachschlagewerk 1001 Kinder- und Jugendbücher – Lies uns, bevor Du erwachsen bist! für die Altersstufe 3+ Jahre enthalten.

## Ausgaben
- Michael Bond: A Bear Called Paddington. William Collins, London 1958 (englische Erstausgabe).
- Michael Bond: Paddy, unser kleiner Bär. Übersetzung: Brigitte von Mechow. Herold, Stuttgart 1963.
- Michael Bond: Paddington, unser kleiner Bär. Übersetzung: Brigitte von Mechow und Peter Kent. Benziger, Zürich 1968.
- Michael Bond: Ein Bär mit Namen Paddington. Übersetzung: Monika Osberghaus. Hanser, München 1995, ISBN 3-446-18269-1.

## Adaptionen
Die Geschichten rund um Paddington Bär wurden mehrfach für Fernsehen und Kino verfilmt. Siehe dazu den Artikel → Paddington Bär.
Eine weitere Adaption ist die Skulptur des Künstlers Marcus Cornish aus dem Jahr 2000, die sich auf Plattform 1 des Bahnhofs Paddington befindet.